# 八十角形

正八十角形

八十角形（はちじゅうかくけい、はちじゅうかっけい、octacontagon）は、多角形の一つで、80本の辺と80個の頂点を持つ図形である。内角の和は14040°、対角線の本数は3080本である。

## 正八十角形
正八十角形においては、中心角と外角は4.5°で、内角は175.5°となる。一辺の長さが a の正八十角形の面積 S は
{\displaystyle S={\frac {80}{4}}a^{2}\cot {\frac {\pi }{80}}\simeq 509.03399a^{2}}
{\displaystyle \cos(2\pi /80)}は有理数と平方根の組み合わせのみで表せる。
{\displaystyle \cos {\frac {2\pi }{80}}=\cos {\frac {\pi }{40}}=\cos 4.5^{\circ }={\frac {1}{2}}{\sqrt {2+{\sqrt {2+{\sqrt {\frac {5+{\sqrt {5}}}{2}}}}}}}}

### 正八十角形の作図
正八十角形は定規とコンパスによる作図が可能な図形である。